# Daniel Devine
Daniel Gerard Devine (Belfast, 7 settembre 1992) è un calciatore nordirlandese, difensore dell'Inverness.

## Carriera

### Club
Ha giocato nella prima divisione scozzese e nella seconda divisione inglese.

### Nazionale
Ha giocato nella nazionale nordirlandese Under-21.

## Palmarès

### Club

#### Competizioni nazionali
- Coppa di Scozia: 1

Inverness: 2014-2015